# Geneviève Bujold
Geneviève Bujold (* 1. července 1942 Montréal) je kanadská filmová a televizní herečka.

## Život a kariéra
Narodila se v roce 1942 v kanadském Montréalu. Navštěvovala klášterní školu, pak studovala na montréalské divadelní konzervatoři. Od roku 1965 působila ve Francii; režisér Alain Resnais si ji vybral do svého filmu Válka skončila (1966), ve Francii natočila ještě filmy Srdcový král (1966) a Zloděj z Paříže (1967) s J.-P. Belmondem v hlavní roli.
Po návratu do Kanady v roce 1967 se provdala za režiséra Paula Almonda. Mezinárodní proslulosti dosáhla filmem Tisíc dnů s Annou (1969), v němž hrála po boku Richarda Burtona; role Anny Boleynové jí vynesla Zlatý glóbus pro nejlepší dramatickou herečku a nominaci na Oscara.
V současnosti hraje především v nezávislých filmech.

## Filmografie (výběr)
- Válka skončila (1966)
- Srdcový král (1966)
- Zloděj z Paříže (1967)
- Tisíc dnů s Annou (1969)
- Nenapravitelný (1975)
- Posedlost (1976)
- Jiný muž, jiná šance (1977)
- V kómatu (1978)
- Vražda na úrovni (1979)
- Monsignor (1982)
- Stahující se smyčka (1984)
- Příliš dokonalá podoba (1988)
- Modernisté (1988)
- Rue du Bac (1991)
- Víření fluida (2002)
- Still Mine (2012)